# Крестовские водонапорные башни
Крестовские водонапорные башни — несохранившиеся водонапорные башни Мытищинского водопровода у начала Ярославского шоссе на Крестовской заставе (в Мещанской слободе) в Москве, построенные в 1890—1893 гг. архитектором М. К. Геппенером по заказу купца Н. А. Алексеева. Уничтожены в 1939 г. в связи с реконструкцией Ярославского шоссе.

## История
Крестовские водонапорные башни сооружены в период реконструкции Мытищинско-Московского водопровода в конце XIX в., в 1892 г. по проекту русского, московского архитектора немецкого происхождения М. К. Геппенера (в стиле краснокирпичной эклектики) на площади Крестовской заставы. Одним из основных лиц, участвовавших в финансировании реконструкции водопровода, был купец первой гильдии, городской голова Москвы Н. А. Алексеев. Строительство Крестовских башен было оплачено купцом Алексеевым лично.
В 1896 г. в одной из водонапорных башен был открыт Музей московского городского хозяйства (современный Музей Москвы). В 1925 г. музей был перенесён в Сухареву башню.
Крестовские башни разобраны в 1939 г. (в период реконструкции Ярославского шоссе в 1940-х гг.).

## Архитектура
Крестовские водонапорные башни были выстроены в стиле краснокирпичной эклектики.

Снаружи частично облицовано тарусским мрамором… Заняты строения главным образом помещением [в верхнем ярусе] металлических резервуаров, наполненных водой… остальные этажи заняты конторами (техническою и водопроводной), помещением архива, квартирами служащих, в одной из башен устроена ремонтная мастерская водомеров.— ЦИАМ
В планировке башни имели округлые очертания диаметром в 20 метров; высота сооружений — 40 м.
Две водонапорные башни соединены между собой небольшим ажурным мостиком.
Оформление соединительного мостика: образ святого Георгия Победоносца (со стороны Ярославля), икона Божией Матери «Живоносный источник» (со стороны Москвы).

## Технические данные

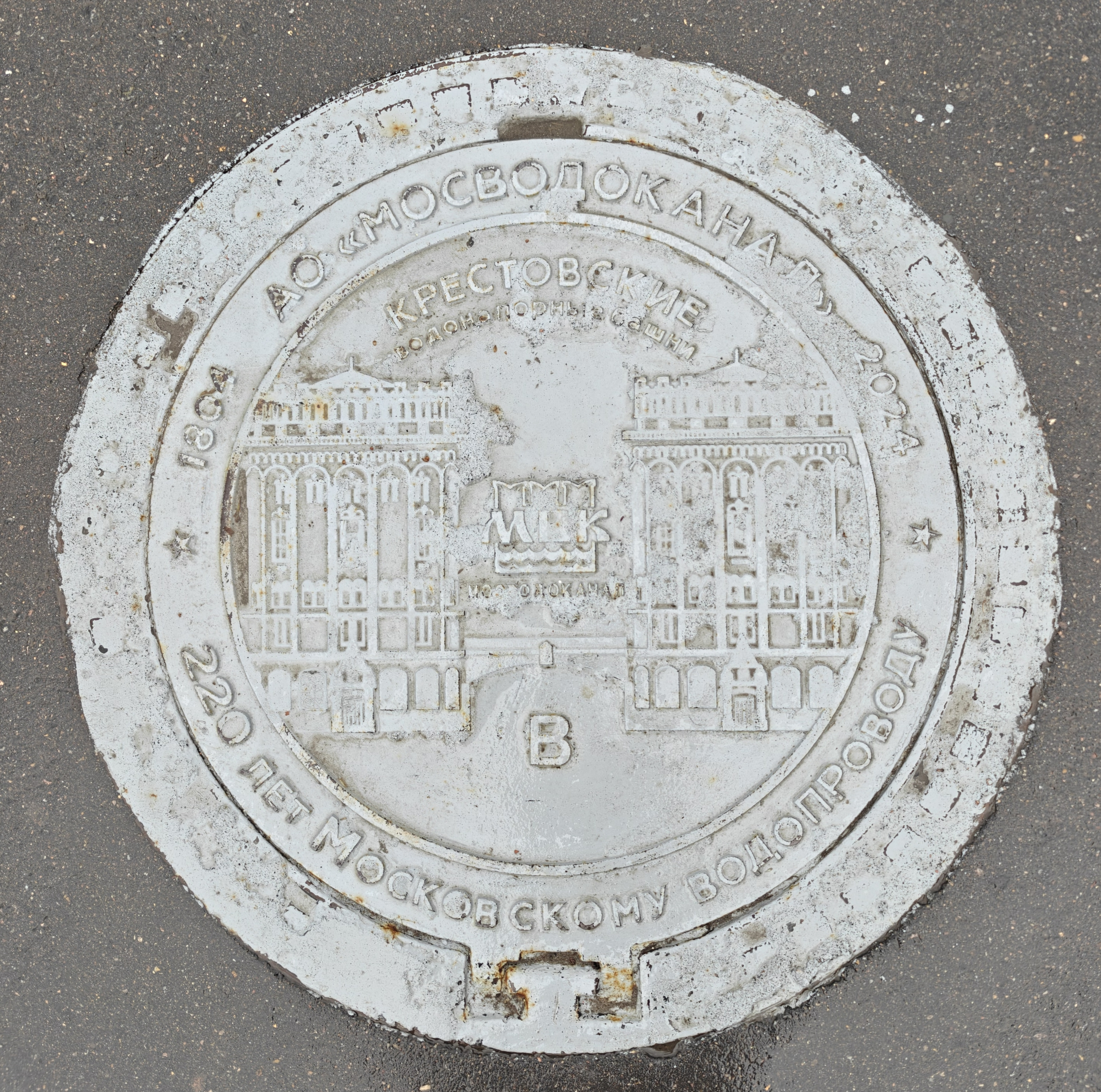
Люк с Крестовскими водонапорными башнями в честь 220-летия Московского водопровода

В состав водонапорных башен входили следующие технические элементы по техническому обеспечению Мытищинского водопровода:
- резервуары для воды: вес — 78,5 т; ёмкость — до 1850 м³[сн 3][2];
- контрольная станция водомеров

Вода в водонапорные башни доставлялась с Алексеевской насосной станции. Далее от Крестовских башен воду направляли самотёком в водопроводы к центру города. В 1937 г. после запуска Восточной водопроводной станции отпала значимость Крестовских водонапорных башен для московского водопровода.

### Комментарии
1. ↑  Краснокирпичная эклектика — основной стиль, в котором работал архитектор Геппенер.
2. ↑  Источник цитирования — ЦИАМ. Ф. 295. Оп. 1. Д. 98. Л. 14.
3. ↑  Данные по резервуарам приведены для каждой башни в отдельности.